# Trinidad e Tobago nos Jogos Pan-Americanos de 2007
Trinidad e Tobago competiu nos Jogos Pan-Americanos de 2007 no Rio de Janeiro, no Brasil. O principal nome da delegação foi o nadador George Bovell III, que no Pan de Santo Domingo em 2003 conquistou quatro medalhas, duas de ouro e duas de prata e mais uma de bronze no Rio.

## Medalhas

### Prata
Ciclismo - Estrada individual masculino
- Emile Abraham

### Bronze
Atletismo - Lançamento de peso feminino
- Cleopatra Borel-Brown

Natação - 50 metros livre masculino
- George Bovell

Taekwondo - até 80 kg masculino
- Chinedum Osuji

## Desempenho

### Hóquei sobre grama
Masculino
- Fase de grupos
  - Vitória sobre CUB Cuba, 2-1
  - Vitória sobre o BRA Brasil, 8-1
  - Derrota para a ARG Argentina, 1-7
- Semifinais
  - Derrota para o CAN Canadá, 3-4
- Disputa pelo 3º lugar
  - Derrota para o CHI Chile, 3-5 → 4º lugar

### Natação
100 m borboleta masculino
- Nicholas Bovell - Eliminatórias: 54s75 → 13° lugar

100 m livre masculino
- George Bovell - Eliminatórias: 50s10, Final: 22s36 →  Bronze

100 m borboleta feminino
- Sharntelle McLean - Eliminatórias: 1m05s25 → 13° lugar

50 m livre feminino
- Sharntelle McLean - Eliminatórias: 26s64 → 10° lugar